# Iniestapodus burgensis
Iniestapodus burgensis es un nuevo tipo de huellas fósiles (icnitas) atribuidas a un dinosaurio saurópodo (cuadrúpedo, herbívoro, cola y cuello largos), localizadas en Quintanilla de las Viñas (Burgos). Su edad es Berriasiense, al comienzo del Cretácico (Era Mesozoica), aproximadamente 144 millones de años.
El nombre es un homenaje a Andrés Iniesta, jugador de fútbol conocido mundialmente por, entre otros muchos logros en su palmarés, haber marcado el gol que dio a España el campeonato mundial de fútbol en 2010.
El equipo de investigación estuvo encabezado por Fidel Torcida Fernández-Baldor (Museo de Dinosaurios de Salas de los Infantes, Burgos) y se completó con Ignacio Díaz Martínez (CONICET-Universidad Nacional de Río Negro, Argentina), Pedro Huerta Hurtado (Universidad de Salamanca, Colectivo Arqueológico y Paleontológico de Salas), Diego Montero Huerta (Colectivo Arqueológico y Paleontológico de Salas) y Diego Castanera (Institut Català de Paleontologia Miquel Crusafont). El artículo con el estudio de las icnitas se publicó en Scientific Reports del grupo Nature Research.

## Descripción
La nueva icnoespecie tiene una combinación única de caracteres anatómicos: una mano semicircular con marca de 3 dedos anteriores, y el dedo I (que se correspondería con el pulgar) deja una marca pequeña en la parte posterior; el pie tiene marcas de 4 garras (lo normal es que hubiera 3), con dos garras dirigidas hacia delante y otras dos lateralmente; además el dedo I es más corto y se sitúa en una posición posterior en relación con el resto. Estas características no las posee ninguna otra icnita de dinosaurio saurópodo descrita por los paleontólogos en el planeta.
Se han documentado huellas de distintos tamaños, tanto de individuos adultos como juveniles. En Las Sereas 7 hay rastros que se cruzan y se concentran en algún punto determinado de los yacimientos, pero no hay direcciones ni sentidos de avance coincidentes de los rastros, ni otras evidencias de que fueran juntos, es decir, serían individuos solitarios, no gregrarios.

## Distribución y paleoambiente
Las icnitas de Iniestapodus se localizan en 3 afloramientos rocosos que forman parte de Las Sereas, un megayacimiento con más de 1000 huellas, extendido unos 5,6 km de longitud entre Cubillejo de Lara y Mambrillas de Lara. En ese espacio se han identificado hasta el momento 14 afloramientos con huellas fósiles de dinosaurios, de los cuales Las Sereas 3, Las Sereas 7 y Las Sereas 8 contienen icnitas de Iniestapodus.
El paleoambiente de Las Sereas se ha reconstruido con el análisis de fósiles de carofitas y ostrácodos: un lago amplio, de agua dulce y con poca pendiente en las orillas. El lago frecuentemente cambios en el nivel del agua, dejando expuestas llanuras de barro de gran extensión, por donde se moverían libremente los dinosaurios, sin ninguna dirección precisa y  dejando miles de huellas.

## Clasificación
Icnotaxón: Iniestapodus ichnogenus nov. Holotipo: Iniestapodus burgensis. Conjunto completo de mano y pie catalogado como LS7B, 3m y LS7B, 3p. Están in situ y existe un modelo fotogramétrico de ambas huellas.
Se ha identificado el posible autor de las huellas como un dinosaurio de tipo Titanosauriforme (como, por ejemplo, Brachiosaurus); es interesante que en el yacimiento, cercano y de edad semejante, de Torrelara se haya recuperado un húmero de un braquiosáurido primitivo.

## Tecnologías avanzadas de investigación.
A lo largo de todo el proceso de investigación se han desarrollado tecnologías avanzadas. En los años 2014 y 2015  el Centro Nacional de Investigación de la Evolución Humana (CENIEH), escaneó dos yacimientos de Las Sereas. Como resultado, se han elaborado modelos virtuales en los que se reconstruye con una elevada fidelidad la superficie del yacimiento, tanto las huellas de los dinosaurios como cualquier otro tipo de marca o irregularidad de la roca. Los documentos gráficos digitales generados se han utilizado en la medición de distancias y profundidad entre huellas, elaboración de perfiles topográficos del yacimiento, elaboración de réplicas en materiales ligeros de última generación o documentos 3D con aplicaciones tanto científicas como divulgativas. Otra técnica de digitalización aplicada ha sido la fotogrametría, con la que se han obtenido datos en tres dimensiones y muy precisos de las icnitas y de la superficie modificada por el paso de los dinosaurios. Por último, se obtuvieron fotografías aéreas de los yacimientos con el uso de vehículo aéreo no tripulado que ha permitido determinar que Las Sereas 7 y Las Sereas 8 se encuentran exactamente en la mismas capa, de modo que las pisadas de los dinosaurios que hay en ambos yacimiento son de la misma edad. 